# 羅莎貝絲·摩斯·肯特
羅莎貝絲·摩斯·肯特（英語：Rosabeth Moss Kanter，1943年3月15日—）是一位美國社會學家、哈佛商学院的商業教授。肯特是哈佛大學高階領導計畫的共同創辦人，並於2008年至2018年擔任董事和創始主席。2010年5月時曾被好管家雜誌（Good Housekeeping）評為「改變我們世界的125位女性」之一。

## 著作
- 《推倒高牆：哈佛進階領導力課程，跳脫體制跨域協作，打造解決複雜問題、發揮變革影響力的路徑》（Think Outside the Building: How Advanced Leaders Can Change the World One Smart Innovation at a Time）
- 《信心：連勝和連敗是如何開始和結束》（Confidence: How Winning Streaks and Losing Streaks Begin and End）等